# Joachim Raab
Joachim Raab (* 1948 in Neu-Isenburg) ist ein deutscher Maler und Fotograf.

## Leben
Nach einer Buchbinderlehre studierte Raab an der Hochschule für Gestaltung Offenbach am Main und der Frankfurter Städelschule. Er lebt als freischaffender Künstler in Frankfurt am Main.

## Werk
Raab, der seit jeher seine Arbeit in Werkblocks gliedert, arbeitete zwischen 1975 und 2006 hauptsächlich mit dem Mineral „Salz“ (Malerei und Objekte). Ab 2002 entstanden mehrere Fotoserien, seit 2006 arbeitet er im Bereich Malerei an einem Werkblock, der sich ausschließlich mit dem Thema Wald auseinandersetzt.

## Ausstellungen (Auswahl)
Einzelausstellungen
- 1975: Kunstraum Laubestrasse, Frankfurt am Main
- 1986–1989: Altes Rathaus, Langen
- 1994: Raum und Salz, Kemenatensaal Ronneburg
- 1994: Stadt – Bild, Karmeliterkloster, Frankfurt am Main
- 1996–2006: Ausstellungen in der Standort Ausstellungshalle, Frankfurt am Main
- 1997: Hospital zum Hl. Geist, Frankfurt am Main
- 1997: Salzwanderungen Kornhäuschen, Aschaffenburg
- 2000: Aus der Sockelzeit, Kronberger Kulturkreis im Hellhof, Kronberg
- 2004: Kulturzentrum Kammgarn Vebicus, Schaffhausen, Schweiz
- 2008: Perpetuum Mobile, APTstudios London
- 2010: Ausstellungshalle 1A, Frankfurt am Main (mit Thomas Roth)